# هنرييت غوتليب
هنرييت غوتليب (بالألمانية: Henriette Gottlieb)‏ هي مغنية أوبرا ومغنية ألمانية، ولدت في 1 يونيو 1884 في برلين في ألمانيا، وتوفيت في 1943 في حي لودو اليهودي.

## روابط خارجية
- هنرييت غوتليب على موقع أول ميوزيك (الإنجليزية)
- هنرييت غوتليب على موقع ديسكوغز (الإنجليزية)